# Czarna Hańcza
```
Czarna Hańcza
, 
Chornaya Hancha
 (
tiếng Belarus
: 
Чорная Ганча
, Tiếng 
tiếng Litva
: 
Juodoji Ančia
) là con sông lớn nhất của Vùng Suwałki ở phía đông bắc 
Ba Lan
 và vùng Sapockin ở phía tây bắc 
Belarus
. Nó được biết đến với việc có những tảng đá lớn 
postglacial
. Bắt nguồn từ gần hồ Hańcza (hồ sâu nhất Ba Lan với độ sâu tối đa 108,5 
m
) và chảy qua hồ Hańcza và 
hồ Wigry
 (vị trí của 
Công viên quốc gia Wigry
 của Ba Lan), nó là một nhánh của sông 
Neman
 bên kia biên giới 
Belarus
 và 
Litva
.
[
1
]
[
2
]
 Nó chảy qua thành phố 
Suwałki
.
```